# Antofagasta de la Sierra (Vulkan)
Das Vulkanfeld Antofagasta de la Sierra enthält einige der jüngsten Vulkankegel der Puna-Region in Argentinien. Das Vulkanfeld liegt südwestlich des Vulkans Beltrán und zwischen dem Salar de Antofalla und dem riesigen Krater des Vulkans Galán im Osten. Die basaltisch-andesitischen Schlackenkegel und die Lavaströme scheinen lediglich einige Tausend Jahre alt zu sein. Genaue Datierungen liegen bisher nicht vor.